# Eukoenenia pyrenaica
Eukoenenia pyrenaica är en spindeldjursart som först beskrevs av Hansen 1926.  Eukoenenia pyrenaica ingår i släktet Eukoenenia och familjen Eukoeneniidae. Inga underarter finns listade i Catalogue of Life.